# Сейгар, Тед
Э́двард Се́йгар (англ. Edward Sagar; 7 февраля 1910 — 16 октября 1986), более известный как Тед Се́йгар (англ. Ted Sagar) — английский футболист, вратарь. Всю свою карьеру провёл в клубе «Эвертон».
Перешёл в «Эвертон» в 1929 году. Год спустя дебютировал в основном составе. В сезонах 1931/32 и 1938/39 становился чемпионом Англии а в 1933 году выиграл Кубок Англии, защищая ворота «ирисок». Всего провёл в «Эвертоне» 24 сезона, сыграв в 495 матчах. Его рекорд по количеству матчей среди вратарей «Эвертона» был побит только в 1994 году Невиллом Саутоллом.
Провёл 4 матча за сборную Англии.
После завершения карьеры игрока управлял пабом в Мерсисайде.
Умер 16 октября декабря 1986 года. Его вдова, Дороти, умерла в июле 2009 года, в возрасте 100 лет.

## Достижения
Эвертон
- Чемпион Первого дивизиона (2): 1931/32, 1938/39
- Обладатель Кубка Англии: 1933